# Esgrima en silla de ruedas

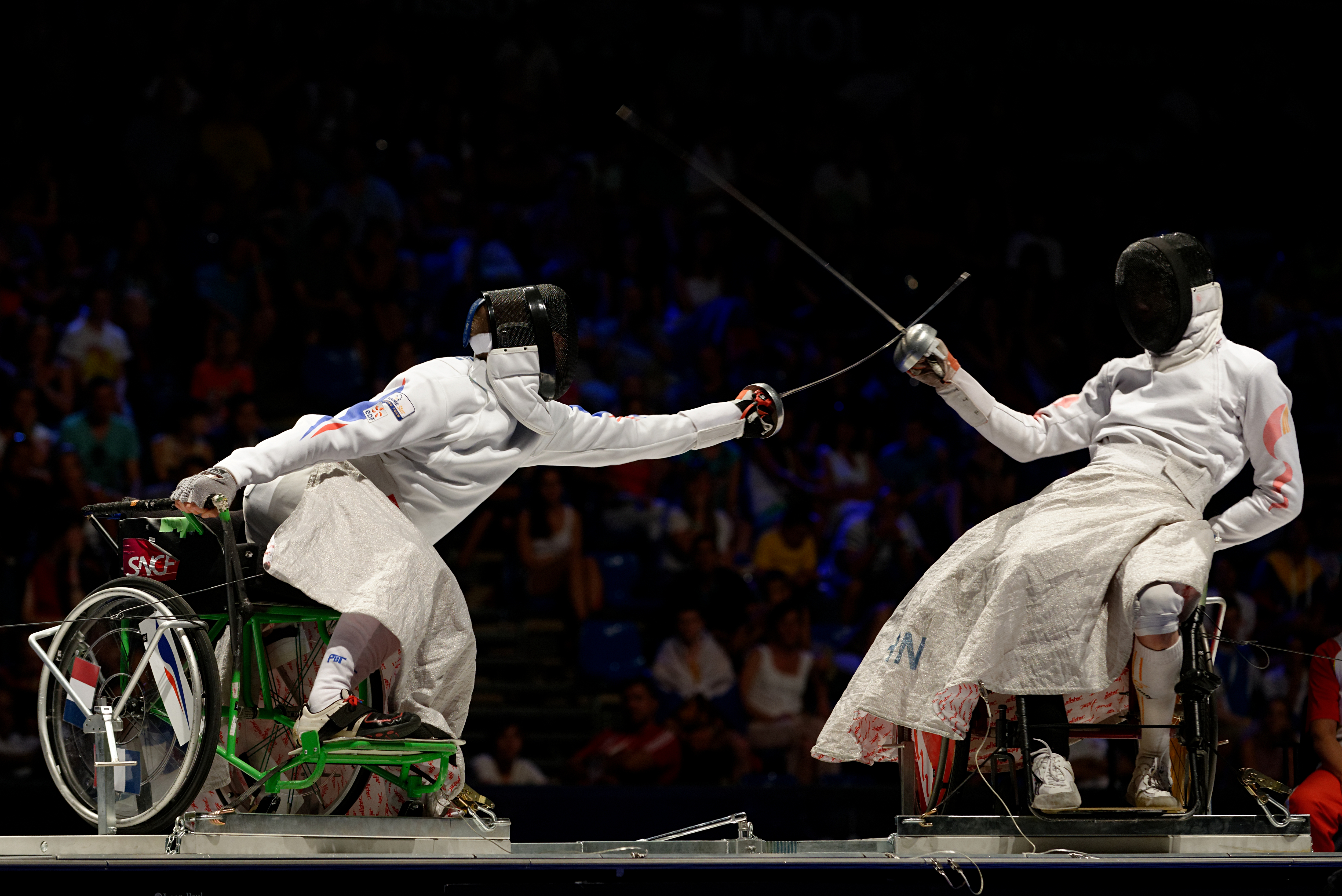
Espada A, Campeonato Mundial de Esgrima de 2013

La esgrima en silla de ruedas es una versión de dicho deporte para personas discapacitadas. Su organismo rector es la Federación Internacional de Deportes en Silla de Ruedas y de Amputados (IWAS, por sus siglas en inglés).

## Clasificación
La IWAS clasifica a un esgrimista dentro de una de estas cinco clases en función del resultado obtenido en una serie de pruebas:
- 1A: deportista sin equilibrio en la silla de ruedas y con minusvalía en el brazo del arma que dificulta la extensión del codo.
- 1B: deportista sin equilibrio en la silla de ruedas y con minusvalía en la mano del arma que impide flexionar los dedos.
- 2: deportista con bastante equilibrio en la silla de ruedas.
- 3: deportista con un buen equilibrio en la silla de ruedas y sin posibilidad de utilizar las piernas como ayuda.
- 4: deportista con un buen equilibrio en la silla de ruedas y con posibilidad de utilizar las piernas como ayuda.

Cada prueba de una competición puede pertenecer a una estas tres categorías:
- A: prueba para deportistas de las clases 3 y 4.
- B: prueba para deportistas de la clase 2.
- C: prueba para deportistas de las clases 1A y 1B.